# Claveria (Masbate)
Claveria (Bayan ng Claveria) är en kommun i Filippinerna. Kommunen tillhör provinsen Masbate och ligger på ön med samma namn. Folkmängden uppgår till 43 693 invånare år 2015.

## Barangayer
Claveria är indelat i 22 barangayer.
| - Albasan - Boca Engaño - Buyo - Calpi - Canomay - Cawayan - Poblacion District I - Poblacion District II - Mababang Baybay - Mabiton - Manapao | - Nabasagan - Nonoc - Osmeña - Pasig - Peñafrancia - Quezon - San Isidro - San Ramon - San Vicente - Taguilid - Imelda |